# Discipline scolaire aux États-Unis
Pour des articles plus généraux, voir éducation aux États-Unis et sanction scolaire.
La discipline scolaire est un enjeu de débats récurrents aux États-Unis, portant sur les diverses mesures de sanction scolaire : validité du châtiment corporel (et notamment du paddling, ou fessée par une rame en bois), de l'exclusion administrative de l'institution scolaire, de la politique de « tolérance zéro », etc. En raison du régime fédéral des États-Unis, ainsi que des différents types d'écoles (écoles publiques et privées, lesquelles peuvent être à but lucratif ou non lucratif), les règles gouvernant la discipline sont très variées.
Dans certains comtés, le règlement intérieur des établissements scolaires est appliqué par la police et peut même relever du droit pénal : c'est le cas, par exemple, dans le comté de Lucas (Ohio), où une série d'adolescents de moins de 15 ans ont été accusés de misdemeanor (délit pénal) et enfermés dans des centres de détention pour jeunes délinquants pour n'avoir pas respecté l'uniforme scolaire ou avoir fait trop de bruit . Outre l'Ohio, des comtés du Kentucky, de Virginie ou de Floride ont des lois similaires .

## Les châtiments corporels
Le paddle (« rame » en anglais) est un mot employé pour désigner un instrument traditionnellement utilisé pour donner la fessée et encore utilisé de nos jours dans ce but dans les écoles de certains États. Il s'agit d'une planche de bois munie d'une poignée, et éventuellement trouée. 31 États interdisent les châtiments corporels dans les écoles publiques (dans le New Jersey, qui les a interdit dès 1867, et en Iowa, ils sont également interdits dans les écoles privées).
Après le New Jersey (1867), le Massachusetts, en 1971, fut le deuxième État à interdire ces châtiments. La même décennie voit naître la problématique de la maltraitance sur mineur (child abuse), mise à l'ordre du jour à la suite d'un congrès de l'Association médicale américaine de 1961 ; cette problématique est distincte de la cruauté envers les enfants, laquelle fit l'objet de mobilisations bien antérieures, avec par exemple la création de la New York Society for the Prevention of Cruelty to Children en 1874.
Six ans après la loi du Massachusetts, la Cour suprême jugeait, dans Ingraham v. Wright (en) (1977), que la législation de la Floride autorisant les châtiments corporels à l'école ne violait pas le VIIIe amendement concernant les traitements inhumains et dégradants, au motif essentiel que cet amendement concernait le droit pénal et visait à protéger les suspects et détenus, et non les élèves qui bénéficiaient d'autres types de protection et étaient, après tout, toujours « libres » de quitter l'école.
Malgré diverses tentatives d'interdire, au niveau fédéral, toute forme de châtiment corporel à l'école, ceux-ci demeurent autorisés selon la législation des États. Cependant, depuis les vingt dernières années, ils se font de plus en plus rares, et sont en général restreints dans des écoles privées (souvent, mais pas exclusivement, fondamentalistes ou évangéliques), dans des États du Sud. De plus en plus, les écoles qui continuent à autoriser la fessée par paddle donne le choix à l'enfant : s'il refuse, il est soumis à une autre punition.

## La «tolérance zéro» et leGun-Free Schools Act
Le Gun-Free Schools Act de 1994 fait de la « tolérance zéro » une politique fédérale et obligatoire. À la suite de cette loi, de nombreuses écoles suivent la tendance, en prononçant des exclusions automatiques pour possession de stupéfiants ou pour divers comportements jugés non acceptables. Après le massacre de Columbine de 1999 (13 morts et 24 blessés), l'enjeu sécuritaire revient sur le devant de la scène. Cette politique commence progressivement à être remise en cause, en 2011, en raison des très nombreuses exclusions scolaires prononcées pour des motifs parfois futiles ou peu importants (un joueur de hockey exclu pour avoir porté un couteau suisse visant à réparer sa crosse, un élève de six ans exclu pour avoir craché des billes de plastique sur ses camarades, etc.).